# Milan Rastislav Štefánik

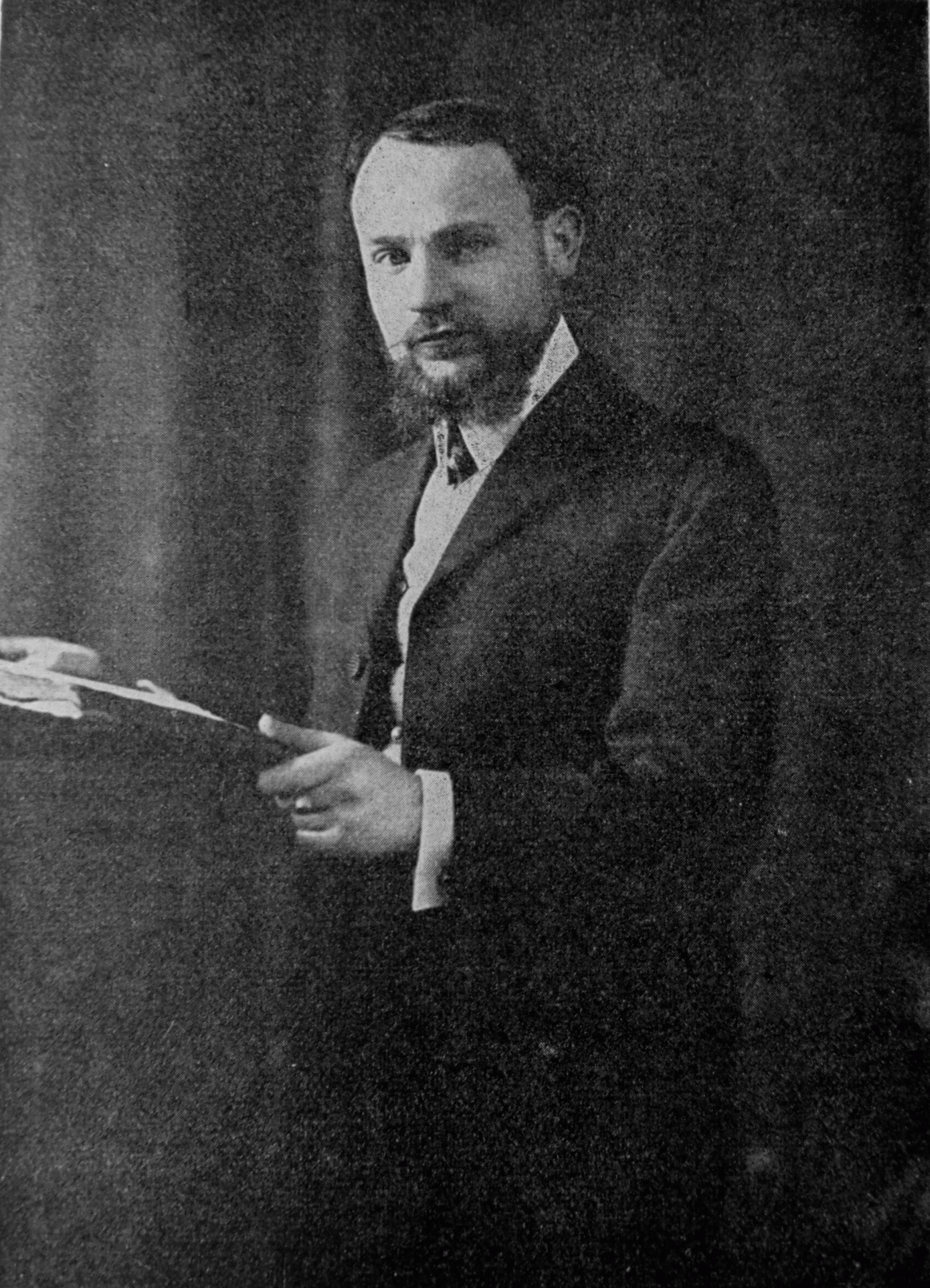
Dr. Milan Rastislav Štefánik jako člen Národní rady v Rusku

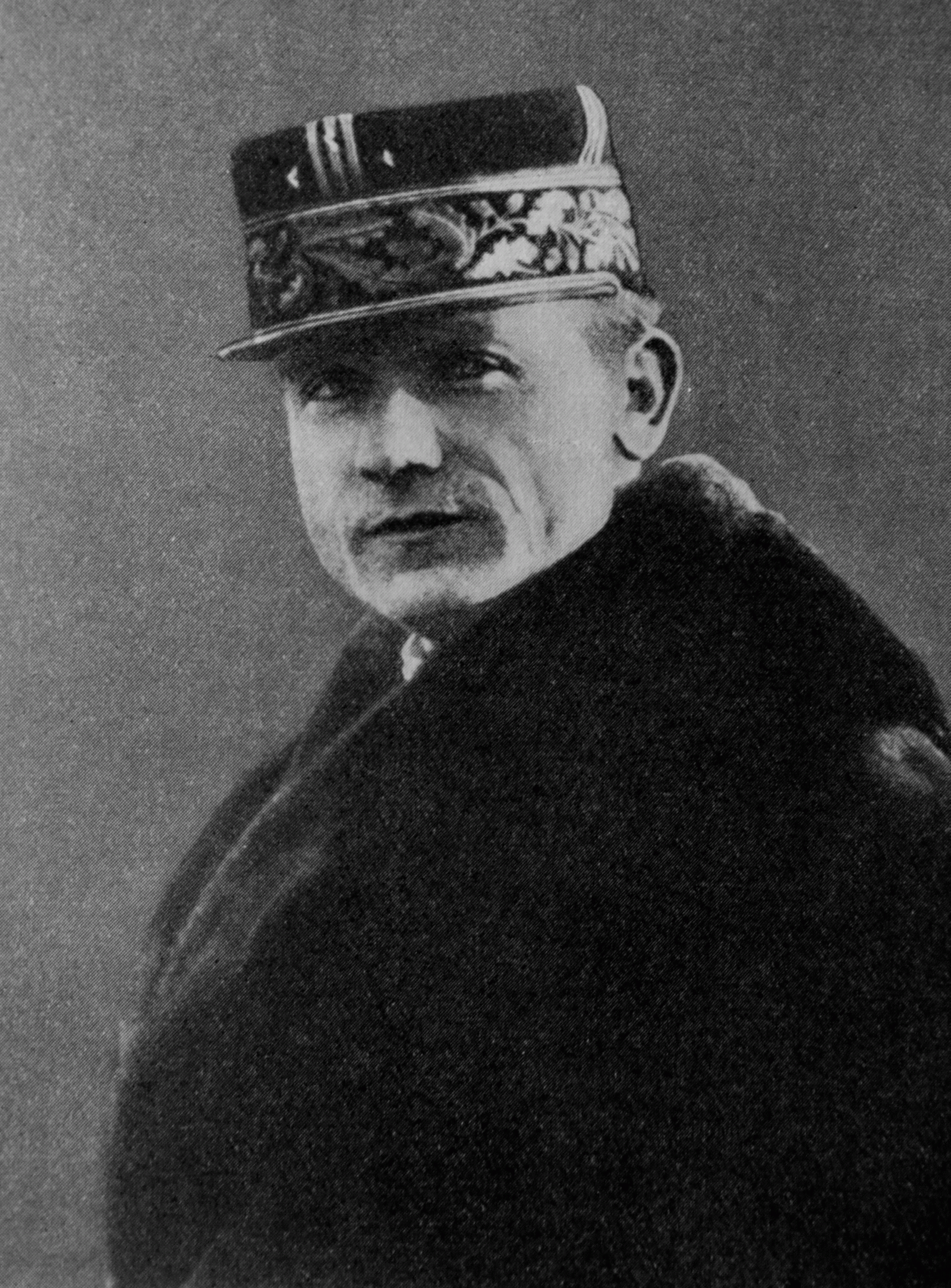
Generál Milan Rastislav Štefánik v Rusku

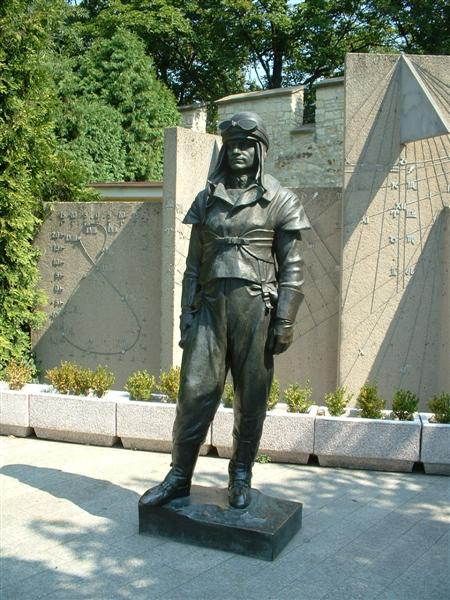
Milan Rastislav Štefánik, socha v Praze na Petříně před hvězdárnou, zřízena zásluhou české Společnosti generála M. R. Štefánika

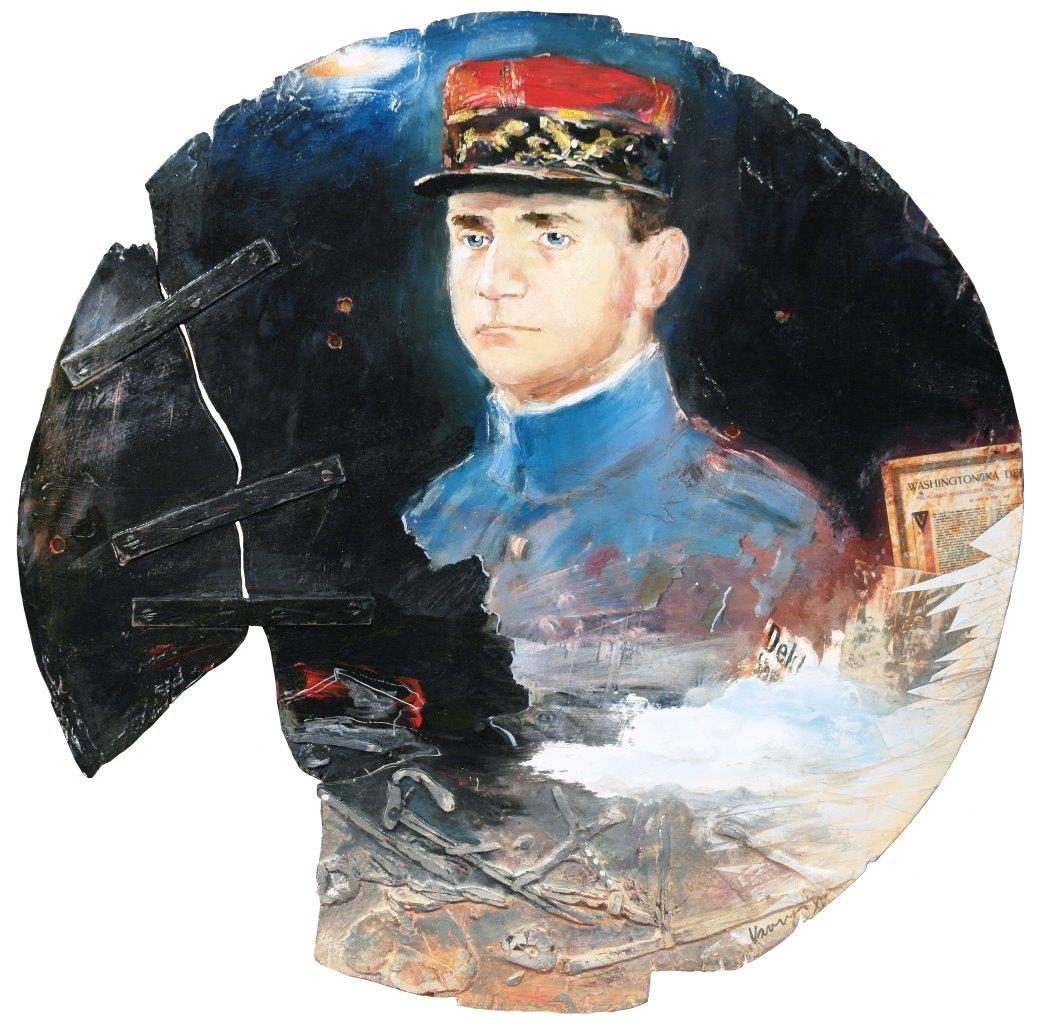
„Generál Milan Rastislav Štefánik“; autor: Pavel Vavrys; 2015; malba na dřevě – kruhový „střelecký terč“ o průměru 60 cm; z cyklu Česká paměť

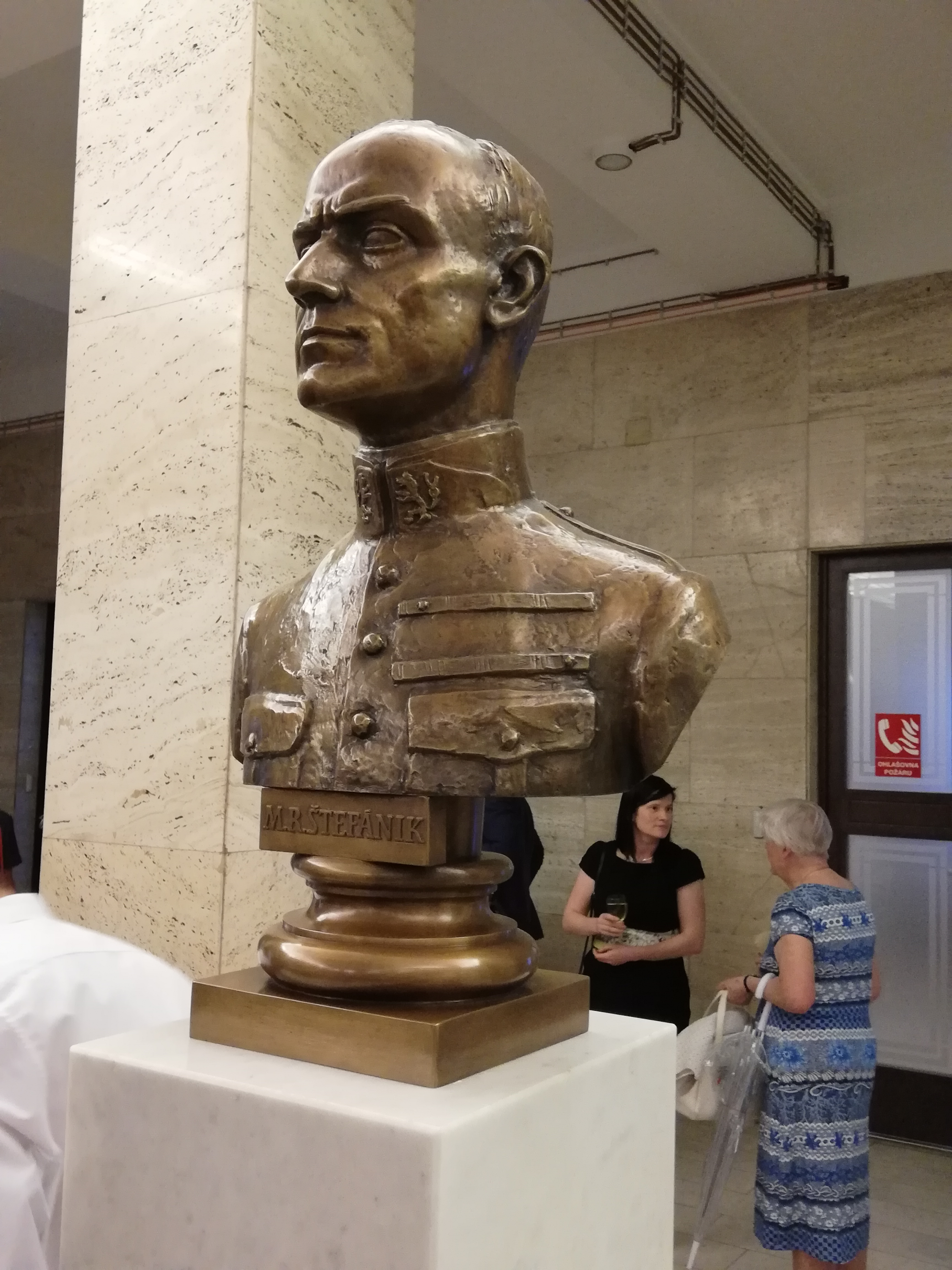
Milan Rastislav Štefánik, busta v přízemí nové budovy Národního muzea v Praze

Milan Rastislav Štefánik (21. července 1880 Košariská – 4. května 1919 Ivanka pri Dunaji) byl slovenský politik, voják, letec, generál francouzské armády, astronom a meteorolog.
V letech 1914–1918 organizoval československé legie v Srbsku, Rumunsku, Rusku a Itálii. Byl členem Národní rady v Paříži a v letech 1918–1919 československým ministrem vojenství. Je spolu s Tomášem Garriguem Masarykem a Edvardem Benešem považován za zakladatele Československa. Zahynul při letecké nehodě při návratu do vlasti. V roce 2019 obsadil první místo v anketě Najväčší Slovák o největší osobnost slovenských dějin.

## Výslovnost slovenského příjmení Štefánik
Příjmení Štefánik je vytvořené ze jména Štefan (slovenská výslovnost je [šťefan]) a přípony -ík/-ik. Ve slovenštině se příjmení s d, t, n před příponou -ík/-ik vyslovuje měkce [ď, ť, ň]. Správná výslovnost příjmení Štefánik je tedy [šťefáňik], tj. s měkkými souhláskami [ť] a [ň] = „Štěfáňik“.
V češtině je dlouhodobě mylně příjmení Štefánik vyslovováno v „tvrdé“ variantě [štefányk], případně bez ť [štefáňik].

## Dětství a studia
Milan Rastislav Štefánik se narodil v Košariskách u Myjavy na západním Slovensku jako šesté z dvanácti dětí v rodině evangelického faráře Pavla Štefánika. Devět dětí (pět chlapců a čtyři děvčata) se rodičům podařilo vychovat do dospělosti. Třebaže byl synem faráře, vyrůstal v chudém prostředí a jeho život se téměř nelišil od života rolnických dětí ze sousedství. Co mu však od dětství nechybělo, byly slovenské knihy a časopisy, jimiž se Pavol Štefánik jako vzdělaný národovec snažil vychovávat svoje potomky. První tři třídy obecné školy vychodil v rodné vsi, kde ho učil Martin Kostelný, slovenský vlastenec a absolvent slovenského evangelického gymnázia v Revúci. Podle svědectví učitele byl Milan Rastislav nejlepším žákem na košarišské škole.
Otec Pavol se snažil poskytnout synovi co nejlepší vzdělání – aby mohl Milan Rastislav studovat na střední škole, musel se důkladně naučit maďarsky. Proto už v devíti letech odešel z domu do Šamorína, aby se připravil na střední školu. Středoškolské studium započal na evangelickém lyceu v Bratislavě, tehdejším Prešpurku, kde už studovali jeho dva bratři – Igor a Pavol. V oné době bylo lyceum maďarizované a ze slovenských vlasteneckých profesorů na něm učil jen Ján Kvačala. Z vyučujících si Štefánik oblíbil profesora matematiky Ferdinanda Hirschmanna a třídního profesora Samuela Markusovszkého. Štefánik studoval s výborným prospěchem, ale po třech letech musel odejít se svým bratrem Pavlem do Šoproně a později do Sarvaše, protože Pavol prospíval slabě.
Milan Rastislav i po přechodu na novou školu dosahoval výborného prospěchu, za což obdržel jednorázové Telekiho stipendium; kromě toho zde poznal i svoji první lásku, Emílii Chovanovou. V Sarvaši roku 1897 odmaturoval s vyznamenáním a odešel studovat stavební inženýrství na Českou techniku do Prahy, kde vydržel čtyři semestry. V té době působil v Praze spolek Detvan (hlavním aktivistou byl tehdejší medik Vavro Šrobár) a Štefánik zde získal i stipendium od Českoslovanské jednoty. Hned na začátku studií začal navštěvovat se svým přítelem Janem Kraiczem i spolek evangelických akademiků Jeroným a byl rovněž členem podpůrného spolku Radhošť. Štefánik se také stal hlasistou a stoupencem myšlenek profesora T. G. Masaryka.
V březnu 1898 se Štefánik stal tajemníkem Detvanu. V roce 1900 nastal v jeho životě zlom. Po prudké roztržce o prázdninách vyhnal otec mladého Štefánika z domu. Ten se uchýlil ke svému příteli Vavrovi Šrobárovi do Ružomberka. Na podzim se pak vrátil do Prahy a odešel z techniky. Dal se zapsat ke studiu astronomie a fyziky, které se tehdy vyučovaly na filozofické fakultě Karlo-Ferdinandovy univerzity. Přes počínající problémy se žaludkem se pustil do studia. Posléze se i usmířil s otcem a mezi slovenskými studenty v Praze si postupně získával autoritu. Na podzim 1901 se stal předsedou Detvanu. Kvůli neshodám v řadách spolku však později, byť nerad, spolu se svými přáteli Jurajem Nerádem a Zigem Zigmundíkem z Detvanu vystoupil.

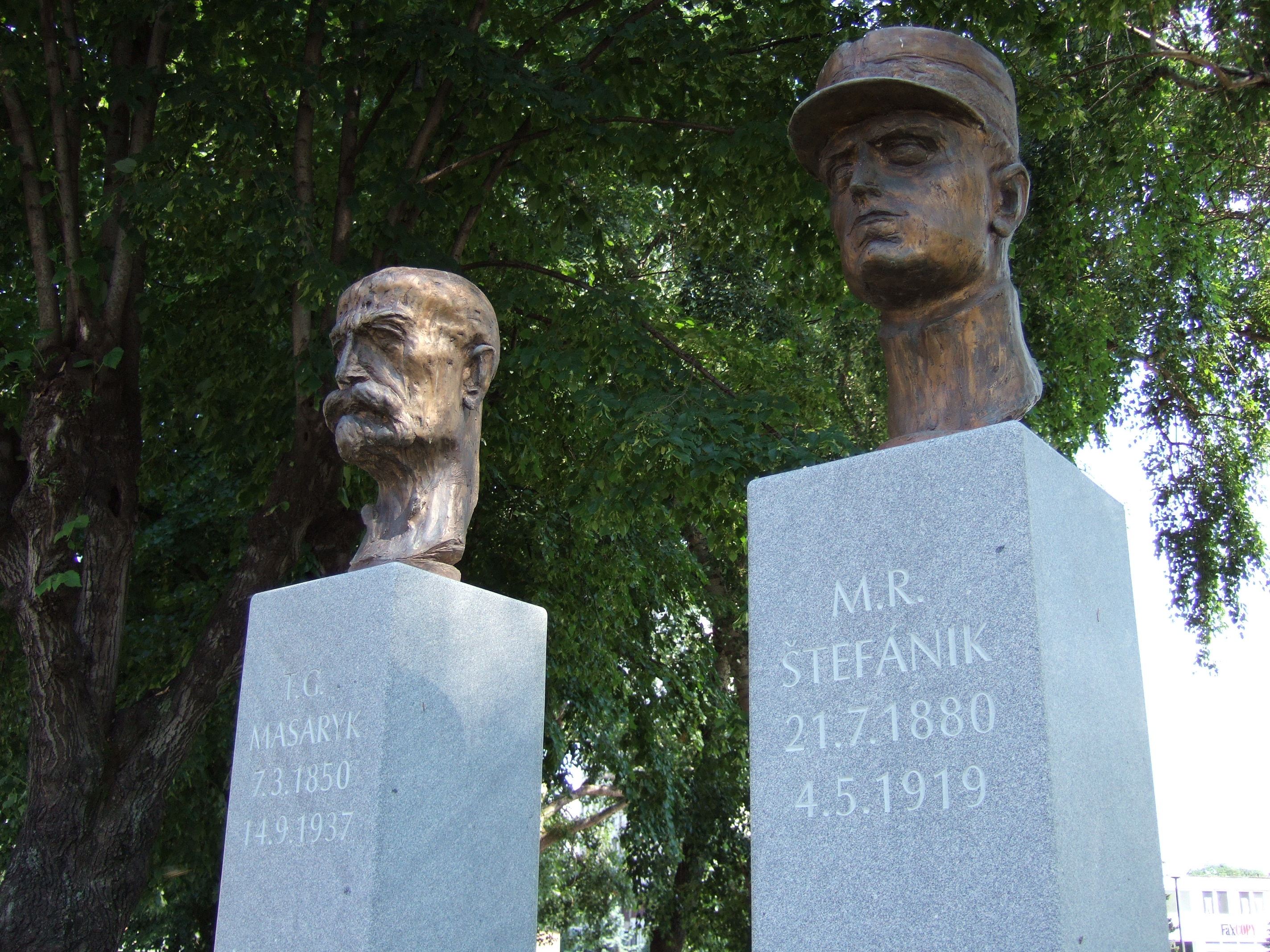
Socha Masaryka a Štefánika v Košicích na Slovensku

V letním semestru roku 1902 odjel studovat do Curychu, kde v novém prostředí získal i nové kontakty. Po návratu do Prahy na podzim 1902 se znovu přihlásil do Detvanu a na valné hromadě byl opět zvolen předsedou. Když roku 1903 začal Vavro Šrobár vydávat časopis Hlas, pomáhal mu Štefánik při redigování jeho přílohy Umelecký hlas, věnované literatuře a umění. Jako publicista byl činný i jinde – na přání Jana Herbena psal do realistického časopisu Čas pravidelné pondělní úvodníky o slovenské kultuře a politice, jejichž cílem bylo informovat českou veřejnost o Slovensku. Upozorňoval především na postupující maďarizaci a nabádal českou společnost, aby pomáhala Slovensku konkrétními činy. Jako předseda Detvanu se zúčastnil roku 1903 sjezdu mezinárodní studentské organizace Corda Fratres v italském Palermu. V létě potom navštívil v Luhačovicích Pavla Blahu a zúčastnil se také otevření první výstavy Grupy uhorskoslovenských maliarov, která byla výsledkem česko-slovenské kulturní spolupráce. Ze Štefánikových aktivit stojí za zmínku i návštěvy u historika Jaroslava Golla a básníka Jaroslava Vrchlického. Poslední rok na univerzitě plně věnoval studiu. Výsledkem byla disertační práce nazvaná Nové hvězdy z doby předtychonovy a nová Cassiopea objevené v roce 1572, kterou 12. října 1904 obhájil a zároveň složil disertační zkoušky z astronomie, z fyziky a vedlejší zkoušku z filozofie; byl promován doktorem filozofie, jako promotor je v matrice zapsán Emil Frída, což bylo občanské jméno Jaroslava Vrchlického.

## Vědecká kariéra
Cílem dalšího Štefánikova působení se stala Paříž. Dorazil do ní 28. listopadu 1904. Začátky byly těžké, ale V. Šrobár mu pomohl získat půjčku v ružomberské bance. Štefánikovým cílem bylo tehdy dostat se ke dvěma nejslavnějším astronomům v Paříži, Flammarionovi a Janssenovi. Tato naděje se mu však nesplnila a musel čekat až do jara. Tehdy se Štefánikovými druhy stali členové skupiny českých umělců v Paříži (sochaři Bohumil Kafka a Otakar Španiel, malíři Ludvík Strimpl, Tomáš František Šimon, Hugo Boettinger a další). Spřátelil se i s hrabětem Hanušem Kolowratem, který se právě stal rakousko-uherským vojenským atašé.
Začátkem května 1905 přišel do Paříže profesor Janssen. Štefánikovi se podařilo dostat se k němu, i na jeho hvězdárnu v Meudonu. Janssen byl Štefánikem upoután a ihned rozpoznal jeho talent. Jako host v Meudonské hvězdárně podnikl Štefánik různé výpravy (např. 20. června 1905 podnikl výstup do observatoře na vrcholu Mont Blanku, kde vykonával astronomická a meteorologická pozorování a 30. srpna pozoroval ve španělské Alcosebře úplné zatmění Slunce). 30. srpna přednesl Janssen Štefánikovu studii Spektroskopické zkoumání zatmění Slunce v Alcosebře na zasedání Pařížské akademie věd a publikoval ji i časopis Comptes Rendus Hebdomadaires des Sciences de l'Academie des Sciences. Vědecky nejúspěšnější byl pro Štefánika rok 1906, když zveřejnil sedm svých vědeckých prací. Postupně se zařadil do pařížského vědeckého života a seznámil se i s českou studentkou Marií Neumanovou, která se stala jeho nejbližší důvěrnou přítelkyní.
Po odchodu osmdesátiletého Janssena však nový ředitel donutil Štefánika z Meudonské hvězdárny odejít. Na konci roku 1906 dostal Štefánik pověření od Bureau des Longitudes vést francouzskou výpravu do Turkestánu, jejímž cílem bylo pozorovat zatmění Slunce, které mělo proběhnout 13. 1. 1907. Cestou do Turkestánu se zastavil i v Praze a na Slovensku a navštívil i Pulkovskou hvězdárnu v Petrohradu. Cestu využil i k poznání Ruska a Střední Asie, například v Jasné Poljaně navštívil Lva Nikolajeviče Tolstého a jeho lékaře Dušana Makovického (ten pravděpodobně zaznamenal Tolstého výrok o Štefánikovi: „… úžasně srdečný, milý člověk.“). Po návratu do Paříže mu valné shromáždění Francouzské astronomické společnosti udělilo Janssenovu cenu. V červenci roku 1907 se však Štefánikův zdravotní stav velmi zhoršil a byl převezen na léčení do Chamonix, lázeňského města pod Mont Blankem, kde se léčil dva měsíce. Během léčení ho zastihla zpráva, že profesor Janssen zemřel. Koncem roku se opět vrátil do Paříže. V roce 1908 se věnoval také meteorologii, zejména horské a dynamické meteorologii. Byl na studijním pobytu v observatoři pro dynamickou meteorologii v Trappes u Versailles. Štefánik tam pracoval s meteorologickými draky a balóny, zkoumal a měřil vertikální průběh teploty ve vysokohorských podmínkách. Zaměřil se na stratifikaci (rozvrstvení) troposféry.
Po Štefánikovi, protože byl astronom, je také pojmenována Štefánikova hvězdárna.

## Světoběžník
Po příchodu do Paříže bojoval dlouho s existenčními problémy. Kromě toho se také snažil zachránit Janssenovu observatoř na Mont Blanku, což se mu nepodařilo, a tak byla 21. září observatoř rozebrána. Poté se Štefánik snažil vybudovat vlastní observatoř, ale jeho finanční situace mu to nedovolovala. S tímto problémem mu tehdy nejvíce pomohl senátor Émile Chautemps, s jehož pomocí zorganizoval Štefánik výpravu do severní Afriky, kde hledal místo klimaticky příznivé pro svoji hvězdárnu. Procestoval Alžírsko, pohoří Atlas, Saharu, Tunisko a navštívil i Kartágo. Cesta neměla úspěch, ale na začátku roku 1910 dostal novou šanci. Vědecký ústav Bureau des Longitudes spolu s meteorologickým ústavem (Bureau Central Météorologique) jej vyslaly na Tahiti pozorovat Halleyovu kometu. 27. května přistála jeho loď v tahitském přístavu Papeete. Tam strávil následujících 10 měsíců. Při pozorování úplného zatmění Slunce 28. května 1911 na ostrově Vavau dosáhla právě Štefánikova výprava nejlepších výsledků, což ocenila i Francouzská akademie věd. V roce 1912 ho Bureau des Longitudes vyslal na pozorování zatmění Slunce do Passa Quatro v Brazílii. Nedlouho po skončení výpravy se vrátil do Paříže a poté navštívil i rodnou obec Košariská.
V květnu roku 1913 umírá jeho otec Pavel. Tehdy Štefánik plánoval, že se trvale usídlí na Tahiti, ale vzhledem k pověření, jež dostal od francouzské vlády, své rozhodnutí změnil. Francouzi totiž chtěli vybudovat vlastní telegrafickou síť a soustavu meteorologických stanic v Ekvádoru a na Galapágách a Štefánik (tehdy už měl francouzské občanství) měl získat povolení od ekvádorské vlády. To se mu také podařilo a francouzská vláda mu na návrh ministerstva námořnictví udělila kříž Rytíře Čestné legie. Jeho úspěchy však opět zastavila choroba. V březnu 1914 se musel podrobit operaci žaludku v sanatoriu u prof. Monprofita v Yngerse. Po uzdravení ho zastihla zpráva o vypuknutí války a 9. srpna se vrátil vojenským transportem do Francie.

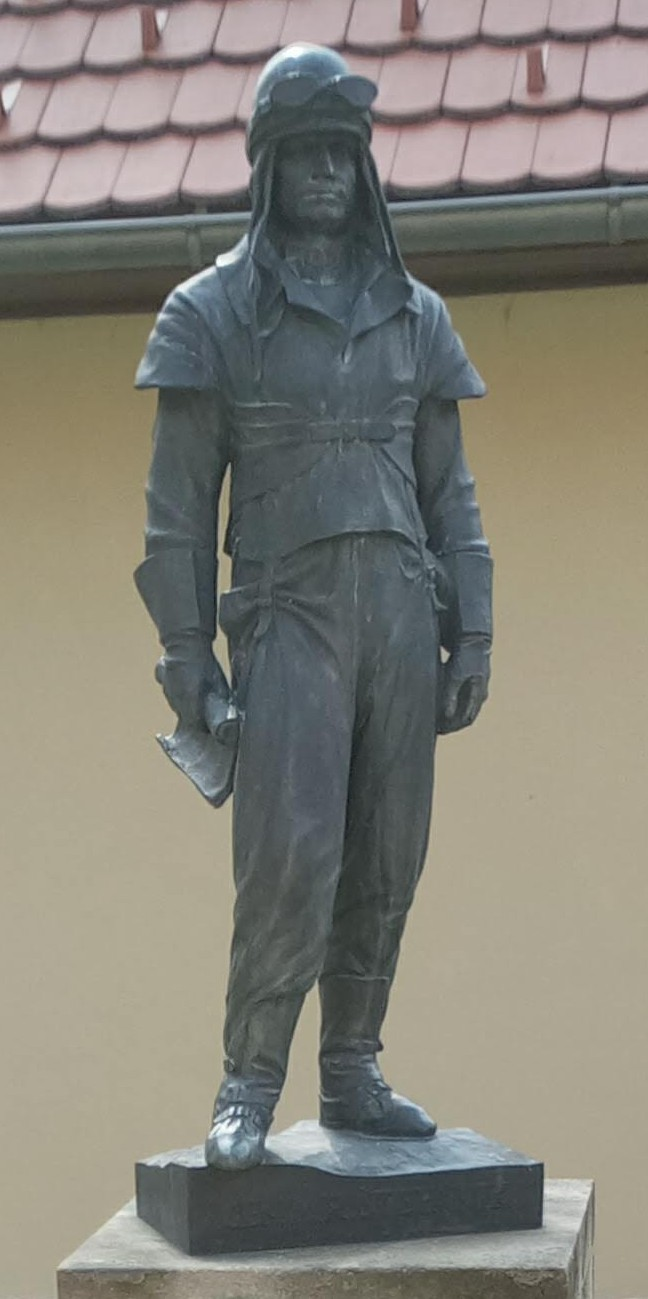
Milan Rastislav Štefánik – socha v Košariskách

## Vojenský pilot a zakladatel vojenské meteorologické služby
Začátek války Štefánika nepřekvapil, protože ho předvídal už několik roků. Ve válce viděl hlavně možnost osamostatnění Slováků, které hned od začátku spojoval i s Čechy. Vzhledem ke svému špatnému zdravotnímu stavu však nemohl hned odejít na frontu a dostal se na ni až začátkem roku 1915. Nastoupil do vojenské letecké školy v Chartres, kde mj. vedl kurz meteorologie a 11. května získal diplom pilota a hodnost desátníka. V hodnosti podporučíka nastoupil na frontu, kde prováděl průzkumné lety. Štefánik v tomto období také zkoušel meteorologické registrační přístroje na palubách letadel a jako první tak zahájil letecký průzkum meteorologických podmínek. Operoval mj. v oblasti Artois, tedy místě, kde se tou dobou pohyboval i zbytek u Arrasu rozprášené roty Nazdar. I jako letec měl neustále na zřeteli osamostatnění Čechů a Slováků a pokoušel se o vytvoření česko-slovenské dobrovolnické jednotky. V srpnu 1915 mu bylo vzhledem k jeho bojovým úspěchům a průkopnické práci v oblasti vojenské meteorologie nabídnuto místo velitele meteorologické služby francouzské armády. Štefánik to však odmítl a místo toho opět požádal o přeložení do Srbska. Nejdříve však připravil plán na výstavbu organizované meteorologické služby, což ocenilo i Bureau Central Météorologique. Za své zásluhy a úspěchy při prosazování významu meteorologické služby, její zřízení a další své zásluhy během bojů na francouzské frontě obdržel M. R. Štefánik dne 16. srpna 1915 francouzský Croix de Guerre (Válečný kříž). Začátkem září 1915 ho poslali na srbskou frontu, kde toto své snažení ještě víc rozvíjel. Při evakuaci z letiště v Niši však s letadlem havaroval a na útěku ho opět přepadla žaludeční choroba. Život mu tehdy zachránili přátelé Raoul Labry a Michael Bourdon, kteří ho dopravili do Říma, do tamní Nemocnice královny matky. Tam Štefánik poznal paní Claire de Jouvenel, která mu horlivě pomáhala i v jeho boji za osamostatnění Slovenska.

## Československá národní rada
Štefánik se vrátil do Paříže, kde se stal vítaným hostem společenských salonů, uměl barvitě vykládat o svých cestách a měl zvláštní kouzlo, jímž přitahoval ženy. Jouvenel jej seznámila s nejvýznamnějšími politiky: ministerským předsedou Aristide Briandem a nejvlivnějším mužem na francouzském ministerstvu zahraničí Philippem Berthelotem. Štefánik tu nadále prosazoval plán vytvoření česko-slovenského státu. 13. prosince 1915 se setkal s E. Benešem a oba se shodli na Štefánikově a Masarykově koncepci samostatného státu. Štefánikovou novou úlohou, kterou si sám stanovil, bylo vytvoření jednoho řídícího centra pro společný odboj Čechů a Slováků a též vytvoření samostatného česko-slovenského vojska a jeho prosazení mezi politiky. O těchto plánech informoval také ministerského předsedu Aristida Brianda a dohodl jeho setkání s Masarykem. V té době opět začala Štefánika trápit žaludeční choroba a musel do nemocnice. Setkání Masaryka s Briandem bylo úspěšné a Masaryk Brianda získal pro svou koncepci řešení středoevropské otázky. Štefánik mezi tím neustále podporoval vytvoření ústředního reprezentativního orgánu zahraničního odboje. Tak vznikla v únoru 1916 Československá národní rada. Jejím předsedou byl Masaryk, místopředsedy Josef Dürich a M. R. Štefánik a generálním tajemníkem E. Beneš. Štefánik Masaryka oslovoval „otecko“, což byla důvěrnost, která Masaryka vyváděla z míry. Její sídlo bylo na Rue Bonaparte 18 a jejím hlavním tiskovým orgánem byly časopisy La Nation Tchéque (Český národ) a Československá samostatnost. Sám Štefánik podporoval označení „česká“ a nikoli „československá“. Současně začala rada organizovat česko-slovenské vojsko v zahraničí. Když se Štefánikův zdravotní stav zlepšil, odešel do Itálie. Tam jako letec na italské frontě rozhazoval z letadla letáky určené především pro Čechy a Slováky a kromě toho chtěl získat italské vojenské a politické kruhy pro česko-slovenskou koncepci střední Evropy, v které se počítalo i s vytvořením jugoslávského státu. Postoj Itálie k otázce jihoslovanského státu byl však odmítavý.

Po návratu do Paříže se Štefánik plně věnoval ustanovení samostatného česko-slovenského vojska. Za tímto účelem odcestoval do Ruska.

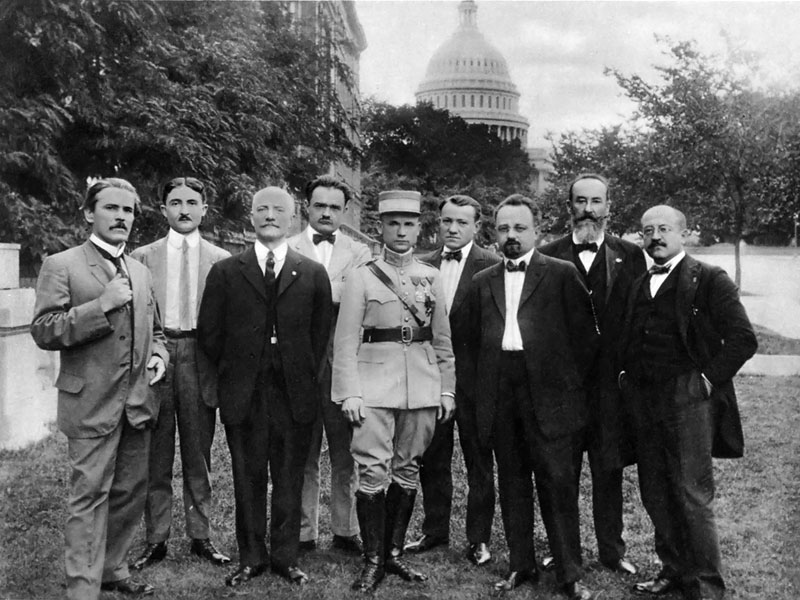
M. R. Štefánik mezi vlastenci ve Washingtonu

 Dne 25. srpna 1916 se dostal v Mogiľove k Maurice Janinovi, šéfovi francouzské mise v Rusku. Janin Štefánika zavedl k náčelníkovi generálního štábu Alexejevovi a i k caru Mikulášovi a podařilo se mu posílit postavení ČSNR ve vojenských kruzích. Dne 29. srpna podepsali Dürich a Štefánik tzv. Kyjevskou dohodu společně s představitelem amerických Slováků G. Košíkem, kterou společně uznali ČSNR za vedoucí orgán českého a slovenského hnutí v zahraničí. Francouzské velení potom poslalo Štefánika do Rumunska, kde se mu podařilo získat 1500 dobrovolníků. Začátkem roku 1917 se vrátil do Ruska. Po počátečních komplikacích s Dürichem, který nerespektoval dohody a měl téměř pro-carskou orientaci, však přece měla Štefánikova mise v Rusku úspěch. Tomu napomohla i nová prozatímní vláda, která vznikla po pádu carismu a postavení ČSNR se tak upevnilo.
2. června 1917 odplul Štefánik do USA. Prvním úkolem byl nábor dobrovolníků. Štefánikovi se podařilo získat na 3000 mužů. Druhým byla konsolidace krajanů v USA a získání jejich podpory pro ČSNR. Jeho činnost byla úspěšná a jeho politickou aktivitu mezi Američany ocenily i francouzské kruhy a 20. října byl Štefánik vyznamenán křížem důstojníka Čestné legie. Po návratu do Paříže se Štefánik zapojil do diplomatických jednání o ustavení samostatné československé armády. Výsledkem byl dekret o vytvoření Česko-Slovenské armády ve Francii, který vydala francouzská vláda 16. prosince 1917. Podle tohoto dekretu se vytvořila samostatná Česko-Slovenská armáda, která podléhala velení ČSNR v Paříži. V Paříži se Štefánik opět setkal s Janinem. Ten potom se souhlasem francouzského velení přijal funkci velitele vytvářejícího se československého vojska, které čítalo 10 tisíc mužů, Štefánik byl jeho zástupcem pro politické záležitosti.

## Ministr vojenství
Po vzniku Československa se stal Štefánik 14. listopadu 1918 ministrem vojenství ve vládě Karla Kramáře. Vedle Ministerstva vojenství existovalo ještě Ministerstvo národní obrany, které mělo na starosti domácí vojsko a které řídil Václav Klofáč. Do gesce Ministerstva vojenství, v jehož čele byl Štefánik až do své smrti, spadaly zahraniční legie.
Koncem roku 1918 byl generál Štefánik vyslán do Ruska za Československými legiemi na Sibiř. Dorazil na místo spolu s generálem Janinem. Cílem bylo zajistit vojenskou spolupráci s admirálem Kolčakem, který byl podporován západními mocnostmi, legionáři také měli i nadále držet Sibiřskou magistrálu pro případ budoucí vojenské intervence. Tyto aktivity měly zajistit výhodnou pozici pro Čechoslováky na nadcházejících pařížských mírových jednáních. Během několika měsíců sice dílčích úspěchů dosáhl, ale celkově je možno hovořit spíše o neúspěchu této mise.[zdroj?] Legionáři byli unaveni, a protože válka skončila, chtěli se především vrátit domů a ne se vracet na frontu. Navíc v legiích nevládla disciplína, mnoho vojáků také podporovalo revoluci, což bylo pro radikálně protibolševického Štefánika zklamáním. Na Sibiři se také prohloubily jeho vleklé zdravotní potíže. Štefánik pak odjel do Paříže s tím, že legie je nutno co nejrychleji vrátit domů.Vydal však nechvalně známý rozkaz č. 588, kterým rušil demokraticky volené důvěrníky, kteří spolurozhodovali o nasazení legií v bojích různých zájmových skupin na Sibiři (např. Kolčakova armáda). Ten sice umožňoval nechat otevřené možnosti intervence proti bolševické Rudé armádě, setkal se však s rozhodným odporem většiny mužstva legií v Rusku. Následoval zakázaný sjezd legií v Jekatěrinburgu, kde byli nakonec důvěrníci zatčeni a uvězněni. Tím se armáda násilně změnila úředně z dobrovolné na pravidelnou. Vedlo to však k silné devastaci morálky mužstva, které se cítilo zneužito k boji za cizí zájmy.
V Paříži se dostal do střetu s Benešem ohledně orientace naší nově vytvářené armády, což bylo důležité urychleně vyřešit, neboť probíhal vojenský konflikt s Maďarskem. Beneš, který preferoval orientaci na Francii, uzavřel s francouzskou vládou již v lednu dohodu o vyslání vojenské mise. Štefánik byl naproti tomu zastáncem italské orientace – na Slovensku již v té době byl Československý armádní sbor legionářů z Itálie, jehož velitelský sbor tvořili z velké části Italové.
Po ukončení jednání ve Francii odjel pokračovat v jednáních s italskou stranou. Politickým smýšlením byl monarchista, nejraději by viděl československé království s italským princem na trůnu. V Římě se také setkal se svou snoubenkou, markýzou Guillianou Benzoni. Koncem března ho zde zastihl telegram z Vojenské kanceláře prezidenta republiky, jímž ho Masaryk zval do Prahy, aby pomohl urovnat kompetenční spory mezi francouzskou a italskou vojenskou misí. Štefánik zahájil přípravy na návrat do vlasti, kde byl naposled před válkou v roce 1913 na pohřbu otce. Nechtěl se vracet vlakem a požádal generála Badoglia, náčelníka generálního štábu italské armády, o přidělení letounu. Toto rozhodnutí se mu stalo osudným.

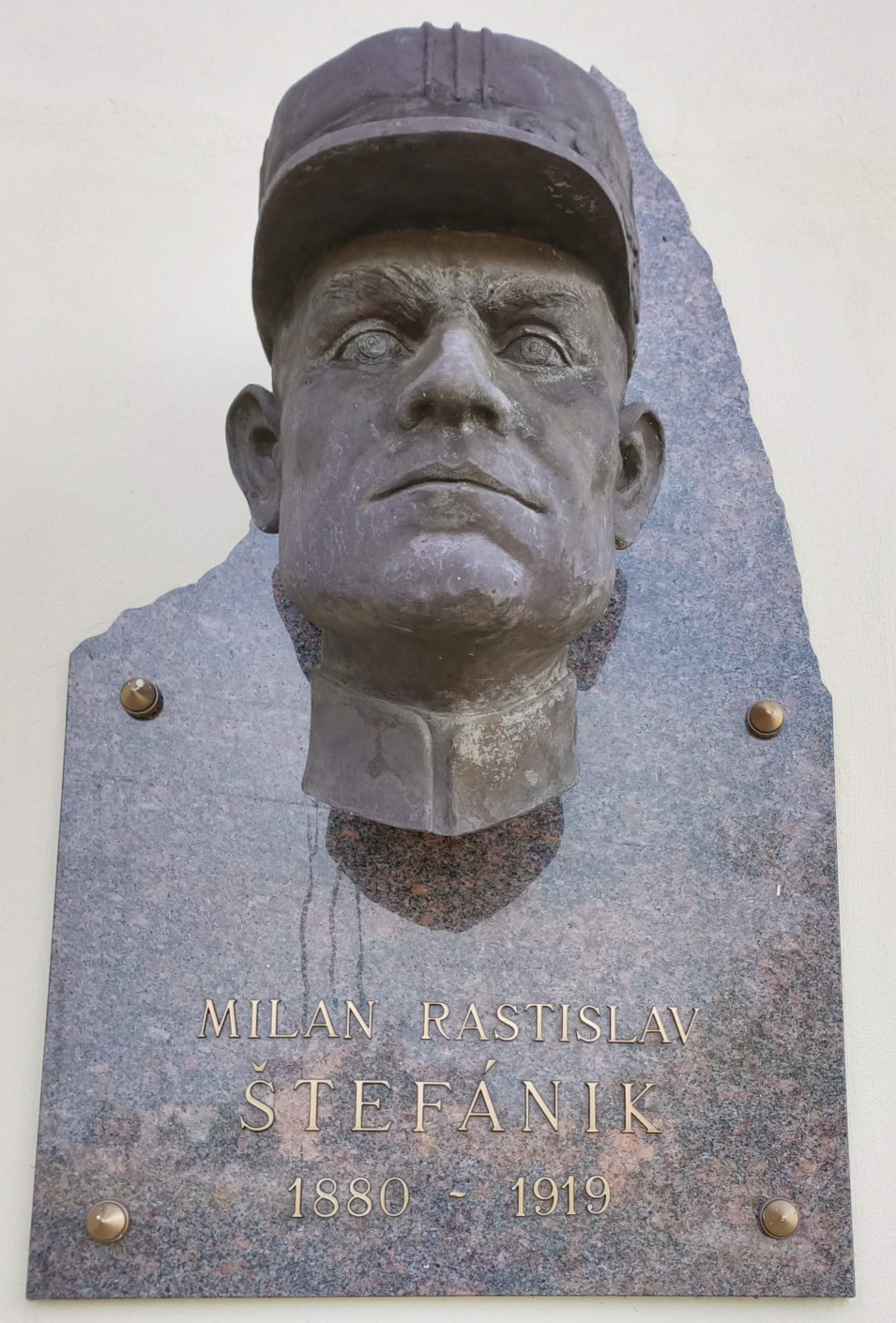
Nápis pod bustou na rodném domě v Košariskách: „Národ, čo nectí svoju históriu, nemá budûcnosť…“
Zničená busta byla opětovně osazena z iniciativy žáků ZŠ M. R. Štefánika, obyvatel obce Košariská a příznivců 27. října 2011

## Smrt

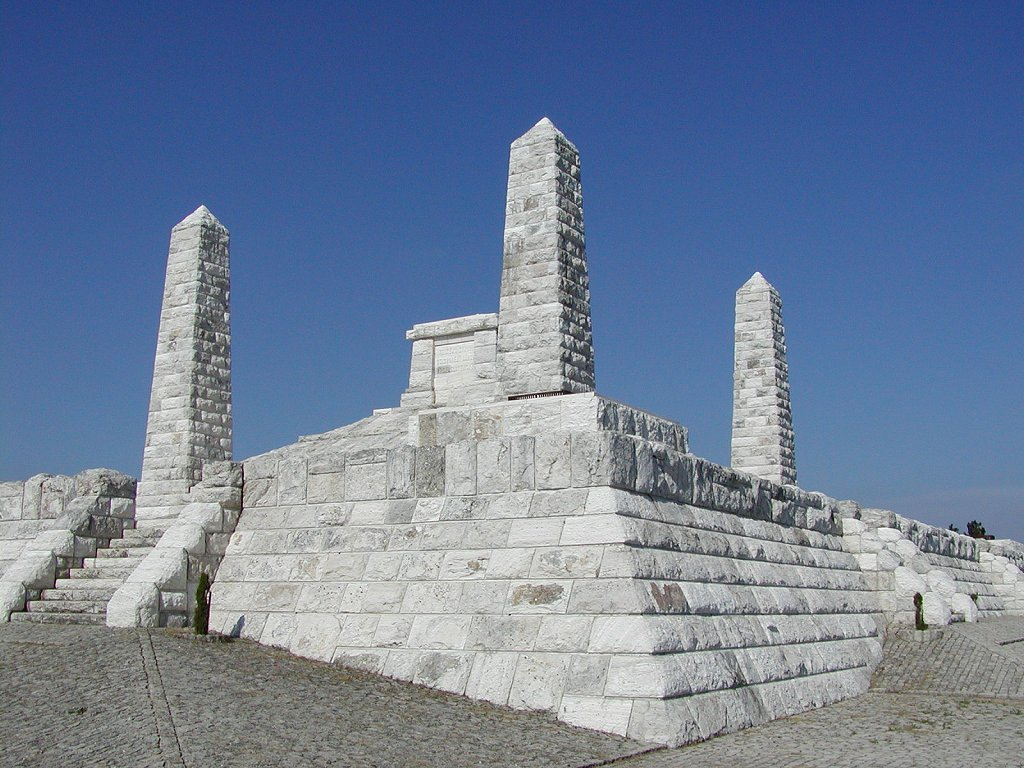
Mohyla na Bradle, místo posledního odpočinku Milana Rastislava Štefánika

Štefánik odletěl z Itálie 4. května 1919, jeho cílem byla Bratislava. Pro přistání byla vybrána dvě místa. Když se první pokus o přistání nezdařil, pilot se velkým obloukem vrátil a hledal druhé místo k přistání. Při přiblížení k zemi se letadlo nečekaně zřítilo. Při leteckém neštěstí zahynula celá čtyřčlenná posádka.

Příčina pádu letadla nebyla nikdy spolehlivě objasněna. S největší pravděpodobností se jednalo o nehodu, jejíž příčinou mohl být poryv větru, technická závada či chyba pilota při manévrování. Oficiální vyšetřování uvedlo také možnost, že Štefánik v sedadle pilota omdlel a upadl na výškové kormidlo. Objevily se i teorie, že šlo o sebevraždu, nebo že letadlo bylo sestřeleno - buď omylem (záměnou s maďarským letadlem), nebo záměrně (šlo o atentát).
Veřejný pohřeb se konal 10. května v Bratislavě. Pohřbu se nezúčastnil ani prezident Masaryk, ani Beneš (který byl v té době v Paříži), hlavní projev přednesl ministr národní obrany Václav Klofáč. Všechny oběti neštěstí byly pohřbeny na vrchu Bradlo, poblíž Štefánikových rodných Košiarisek. Později zde byl postaven památník podle návrhu Dušana Jurkoviče (byl dokončen roku 1928).

### Teorie o atentátu
Podle Emila Karla Kautského zabývajícího se analýzou historických okolností Štefánikovy smrti mají nepřímé důkazy a studium poválečného vývoje v Československu naznačovat, že se stal obětí střetu francouzských a italských geopolitických zájmů ve střední Evropě či mocenských ambicí Edvarda Beneše. Tomuto faktu nasvědčuje prudké nepřátelství mezi Štefánikem a Benešem po odhalení Benešovy tajně podepsané smlouvy s Francií (v neprospěch Itálie) a po zjištění zpronevěry darů zahraničních Slováků na chod česko-slovenských legií.
Podle zastánců této teorie jsou důkazy o atentátu pitevní zpráva, průběh nehody i fakt, že svědecké výpovědi obsahující zmínku o střelbě byly vyšetřujícími orgány ignorovány.
Někteří svědci tvrdili, že slyšeli střelbu nebo viděli vojáky z kasáren pálit na letadlo. Podle výpovědi pplk. Rudolfa Fabiána se na letadlo střílelo i přesto, že letci letěli nízko, křičeli a mávali bílými kapesníčky. Také se domníval, že „možné by bylo, že vlastní hlídky rozestavěné u Ivanky na letadlo střílely.“
Při různých šetřeních, mj. Slovenské televize v roce 1988, byl kontaktován svědek, který viděl Štefánikovu prostřílenou leteckou bundu (redakce HRPD). Po podobných zjištěních byla příprava dokumentu zastavena. Tato část je zcela lživá, protože tuto originální leteckou bundu lze zhlédnout v Muzeu M. R. Štefánika v jeho rodné obci Košariská. Bunda je v pravé části ožehnuta požárem letadla, ale nikde nevykazuje jakékoliv místo s průstřelem. Samotní zaměstnanci Muzea se ohrazují proti této šířené lži.
Za další důkaz je považován příběh radiotelegrafisty Jiřího Formana, uveřejněný 26. května 1996 v českých novinách Nedělní Hlasatel vydávaných v Kanadě. Podle něj dostali první hlášení o Štefánikově příletu, ale ve druhém hlášení bylo letadlo označeno za nepřátelské a vydán rozkaz na jeho sestřelení. Z obavy o stíhání spolu se svým kolegou, také svědkem incidentu, emigrovali do Francie. Po návratu do vlasti se nedokázali kontaktovat s přáteli z jednotky, protože už nežili (podle příbuzných se stali oběťmi havárie, našli je oběšené apod.). Tato teorie proto předpokládá, že nepohodlní svědci byli postupně odstraněni tajnou policií.
Velmi pravděpodobným důvodem nehody je nešťastný omyl obsluhy protiletadlové obrany. Tato verze popisuje sestřelení letadla vlastní protivzdušnou obranou, neboť je faktem, že Československo bylo tou dobou ve válečném stavu s Maďarskem a letadlo se Štefánikem na palubě bylo označeno italskou trikolórou, jež je identická s maďarskou (maďarská letadla však byla navíc označována rudou hvězdou). S vojáky, kteří se zúčastnili střílení na letadlo, byl v roce 1919 zahájen neveřejný proces. Již po prvních policejních výsleších začali náhle umírat.
Autoři knihy „Černá kniha minulosti“ jsou přesvědčeni, že šlo o vraždu a odhalují viníka a jeho pohnutky.
Svědci v knize popisují roztržku a začátek nepřátelství mezi Benešem a Štefánikem, když Štefánik požadoval od Beneše vysvětlení, kam přišly a k čemu byly použity peníze ze sbírky amerických Čechů a Slováků ve prospěch financování zahraničního odboje.

## Rodokmen
Toto je rodokmen rodiny Milana Rastislava Štefánika, jak jej sestavil a v roce 1946 knižně uveřejnil Branislav Varsik, doplněný o další mužské potomstvo jeho otce, jak jej zachytil a v roce 2013 časopisecky uveřejnil historik Hadrián Radváni:
Zakladatel rodu: Michal Štefánik (* asi 1724 „iuvenis Pravecensis“ – † 4. 12. 1778 Senica) ∞ Katarína Adamiš. Synové:
1. Pavol Štefánik (* 5. 1. 1761 Senica – † 5. 12. 1831 Krajné)
2. Michal Štefánik
3. Ján Štefánik (* 10. 5. 1765 Senica) ∞ Terézia Sitár
4. Samuel Štefánik (* 14. 7. 1767 Senica) ∞ Zuzana Vaníček
  1. Pavol Štefánik (14. 1. 1798 Senica – 29. 11. 1861 Krajné) ∞ Ľudovíta Šulek
    1. Pavol Štefánik (15. 10. 1844 Krajne – 15. 4. 1913 Košariská) ∞ Albertína Jurenka
      1. Igor Štefánik (Bačka Palanka v Srbsku)
      2. Pavol Štefánik (Richmond v USA)
      3. Milan Rastislav Štefánik (21. 7. 1880 Košariská – 4. 5. 1919 Ivanka pri Dunaji)
      4. Ladislav Štefánik (veřejný notář, Spišská Nová Ves)
        1. Pavol Štefánik (* okolo 1914 v Bačke Palanke, žil ve Spišské Nové Vsi, Hranicích, Jeseníku a Bratislavě, † po 1991)

      5. Kazimír Štefánik (Gran Chaco v Argentině)

Dle závěrů učiněných Branislavem Varsikem je rod Štefániků slovenského luteránského původu (ačkoliv místo narození nejstaršího předka udané jako „Pravecensis“ se mu nepodařilo jednoznačně identifikovat) a navzdory legendám se prý nejednalo ani o zemany, ani o české pobělohorské exulanty. Na existenci zemanských a českých předků naopak Varsik usoudil u rodiny matky Milana Rastislava Štefánika.
Milan Rastislav Štefánik zemřel bezdětný. V mužské linii jeho otce (příjmení Štefánik) pokračoval jen jeho bratr Ladislav, který měl syna Pavla, jehož smrtí však tato mužská linie vymřela (měl jen dcery).

## Dílo
Po M. R. Štefánikovi se na rozdíl od jeho spolupracovníků Masaryka a Beneše nezachovalo žádné ucelené větší dílo. Především se jedná o osobní deníky (zápisníky), korespondenci a astronomické a publicistické práce.
- Hlasistické práce M. R. Štefánika, Praha 1929
- Korešpondencia Dr. Milana Rastislava Štefánika – editor V. Polívka, Banská Bystrica 1928, nové vydání RECO 2003
- Listy M. R. Štefánika adresované Lidmile Vrchlické, Historický časopis 1990, č 1.
- Pol mesiaca na vrchole Mont Blancu, Tranvoský evanjelický kalendár 1910
- Z cesty po severnej Afrike, Tranvoský evanjelický kalendár 1910
- Zápisník Dr. M. R. Štefánika z Equadora z roku 1913 – editor V. Polívka,Bánská Bystrica 1928, nové vydání Vydavateľstvo SSS 2006
- Zápisníky M. R. Štefánika – vyd. J. Bartůšek a J. Boháč, Praha 1935
- Hvezdárske články Milana Štefánika SNM-Múzeum Slovenských národných rád Myjave 2003

## Vyznamenání[29]
- 1914  Řád čestné legie, V. třída – rytíř
- 1915  Válečný kříž 1914–1918
- 1916  Řád svatého Vladimíra, IV. třída s meči a mašlí
- 1917  Řád čestné legie, IV. třída – důstojník
- 1918  Válečný záslužný kříž[30]
- 1918  Řád sv. Mauricia a sv. Lazara, V. třída
- 1919  Řád čestné legie, III. třída – komandér
- 1919  Československý válečný kříž 1914–1918, in memoriam
- 1919  Československá revoluční medaile, in memoriam
- 2023  Řád Bílého lva I. třídy, vojenská skupina, in memoriam

## Štefánikův rehabilitovaný odkaz po roce 1989
Za komunistické vlády byl význam Štefánika, stejně jako Masaryka, zatemňován. Až 23. dubna 1990 přijalo Federální shromáždění zákon číslo 117, který zní: „M. R. Štefánik zaslúžil sa o vznik společného štátu Čechov a Slovákov.“

## Společnosti generála Milana Rastislava Štefánika v ČR a SR
Všestrannou osobnost M. R. Štefánika – jeho život a dílo – připomínají dvě existující společnosti, na Slovensku Spoločnosť Milana Rastislava Štefánika, občianske združenie, a v České republice (menší) Společnost generála Milana Rastislava Štefánika, zapsaný spolek.